# الميل الأخضر (فلم)
الميل الأخضر (بالإنجليزية: The Green Mile) فلم أمريكي إنتاج عام 1999 إخراج فرانك دارابونت مأخوذ من قصة بنفس الاسم ل ستيفن كينج وبطولة توم هانكس ومايكل كلارك دنكان.

## أحداث الفلم
تدور أحداث الفلم حول (بول) قائد حرس أشهر سجن لتنفيذ حكم الإعدام والذي يبدأ بسرد قصته الغريبة على إحدى نزيلات دار المسنين التي يقضى بها ما تبقى من عمره.
ففى عام 1935 أحضر إلى السجن أحد المحكوم عليهم بالإعدام (جون كوفى) ذا البشرة السوداء المتهم باغتصاب وقتل فتاتين صغيرتين والذي بدت عليه علامات الطاعة والمسالمة بشكل غريب وكان دائم البكاء، تبدأ الإثارة في الفلم عندما يقوم (جون) بمساعدة (بول) في التخلص من ألمه الذي عاناه بوجود حصوة في المسالك البولية بمجرد لمسه وإخراج هذا الشيء كرماد من فمه ويتعجب (بول) بل ويشتد العجب بقيام (جون) بمعافاة فأر كان ملازماً لأحد المسجونين والذي حاول الحارس المشاغب (بيرسى) التخلص منه بدهسه وهكذا تنشأ علاقة مودة بين (جون) وبين حراس السجن ويقوم (بول) بالاستعانة ب (جون) لتخليص زوجة صديقه من ورم بالمخ باستخدام معجزاته وأثناء خروجه يتعرض للمضايقة من أحد المسجونين (وارتون) الذي يمسك بيده ولان (جون) حساس للطاقة البشرية فإنه يتأذى من ذلك بفعل طاقة الشر الكامنة في (وارتون) إلا أنه يذهب مع الحراس لمساعدة زوجة صديق (بول) وبعد أنا يساعدها يتظاهر بعدم قدرته على إخراج المرض من فمه ولدى وصولهم للسجن يقوم (بول) ورفاقه من الحراس بإخراج (بيرسى) من السجن الإنفرادى والذي كانوا قد وضعوه فيه لمشاغبته ولكى لايكشف مخططتهم في إخراج (جون) وأثناء مروره بجوار مكان (جون) يقوم (جون) بالإمساك به وإخراج الرماد في فمه وبعدها يفقد (بيرسى) الإدارك ويتوجه ماشياً نحو مكان (وارتون) حيث يقوم بإخراج مسدسه وقتل (وارتون) يقوم (بول) بالتوجه إلى (جون) ليسأله عن ماحدث فيخبره أنه تخلص من الأشرار ويقوم بمصافحة (بول) ناقلاً إليه عبر المصافحة بعض من هباته حينها يدرك يرى (بول) بعض ذكريات (جون) والتي يتضح له من خلالها أن (جون) برئ وأن قاتل الطفلتين هو (وارتون) يحاول (بول) مساعدة (جون) إلا أنه لا يستطيع ويخبره (جون) أنه يجب أن يفعلها لانه سئم الحياة في دنيا البشر بكل ما يحيطها من شرور يقوم (بول) ورفاقه بتفيذ حكم الإعدام في (جون) على الرغم من حزنهم الشديد عليه وعلمهم الحقيقة ومنذ ذلك الوقت لم يقم (بول) ولا مساعده (بورتال) بتنفيذ أحكام الإعدام ثانية وأكملا عملهم بمصلحة الأحداث وهكذا حتى ذهب (بول) لدار المسنين حيث ينتظر الموت الذي تأخر عليه كثيراً معللاً ذلك بما نقله إليه (جون) مما يتمتع به من قوة روحية.

## الجوائز الأكاديمية التي ترشح لها الفلم
- جائزة الأوسكار لأفضل مُمثل مُساند لـ مايكل كلارك دانكن .
- جائزة الأوسكار لأفضل فلم في السنة .
- جائزة الأوسكار لأفضل موسيقى فلم في السنة .
- جائزة الأوسكار لأفضل نص سنمائي في السنة .

## وصلات خارجية
- الموقع الرسمي
- الميل الأخضر على موقع IMDb (الإنجليزية)
- الميل الأخضر على موقع ميتاكريتيك (الإنجليزية)
- الميل الأخضر على موقع روتن توميتوز (الإنجليزية)
- الميل الأخضر على موقع نتفليكس (الإنجليزية)
- الميل الأخضر على موقع قاعدة بيانات الأفلام العربية
- الميل الأخضر على موقع ألو سيني (الفرنسية)
- الميل الأخضر على موقع Turner Classic Movies (الإنجليزية)
- الميل الأخضر على موقع أول موفي (الإنجليزية)
- الميل الأخضر على موقع بوكس أوفيس موجو (الإنجليزية)
- الميل الأخضر على موقع فيلمافينيتي (الإسبانية)